# Friederike von Preußen (1796–1850)

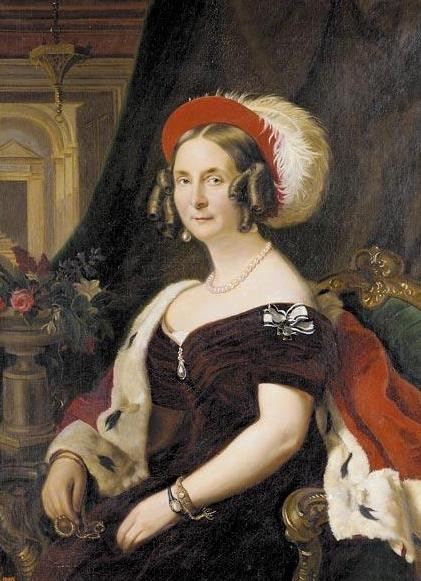
Friederike von Preußen, Herzogin von Anhalt-Dessau

Friederike Luise Wilhelmine Amalie von Preußen (* 30. Oktober 1796 in Berlin; † 1. Januar 1850 in Dessau) war eine preußische Prinzessin und durch Heirat Herzogin von Anhalt-Dessau.

## Familie
Friederike, genannt Filzis oder Filsis, war eine Tochter des Prinzen Friedrich Ludwig Karl von Preußen (1773–1796) aus dessen Ehe mit Friederike (1778–1841), Tochter des Herzogs Karl II. zu Mecklenburg. Friederike war eine Nichte des preußischen Königs Friedrich Wilhelm III. sowie von Königin Luise.
Sie heiratete, in einer vom preußischen Hof arrangierten Verbindung, am 18. April 1818 in Berlin Herzog Leopold IV. von Anhalt-Dessau (1794–1881); die Verlobung hatte bereits am 17. Mai 1816 stattgefunden. Die dynastische Verbindung mit der nachbarlichen Großmacht war Ausdruck von Leopolds propreußischer und nachgiebiger Politik. Friederike, als treue Landesmutter beschrieben, war Mitglied im Königlich Preußischen Luisenorden.
Friederike wurde in der Dessauer Marienkirche bestattet.

## Nachkommen
Aus ihrer Ehe hatte Friederike folgende Kinder:
* Friederike (1819–1822)
- Agnes (1824–1897)

⚭ 1853 Herzog Ernst I. von Sachsen-Altenburg (1826–1908)
Unbenannter Sohn (1821–1821)
Unbenannter Sohn (1825–1825)
- Friedrich I. (1831–1904), Herzog von Anhalt

⚭ 1854 Prinzessin Antoinette von Sachsen-Altenburg (1838–1908)
- Maria Anna (1837–1906)

⚭ 1854 Prinz Friedrich Karl Nikolaus von Preußen (1828–1885)